# Let It Loose
Let It Loose – utwór zespołu The Rolling Stones z albumu Exile on Main St. z 1972 roku, napisany przez Micka Jaggera oraz Keitha Richardsa. Nagrywanie rozpoczęto w grudniu 1971, natomiast tzw. overdubby zostały dograne w marcu 1973. Zespół nie wykonywał tego utworu podczas koncertów.

## Muzycy
- Wokal – Mick Jagger, Tami Lynn, Dr. John, Clydie King, Vanetta Fields, Shirley Goodman, Joe Green.
- Gitary – Mick Taylor, Keith Richards.
- Bas – Bill Wyman,
- Perkusja – Charlie Watts,
- Keyboard, melotron – Nicky Hopkins,
- Saksofon tenorowy – Bobby Keys,
- Puzon – Jim Price.

Za miksowanie oraz mastering odpowiedzialny był Glyn Johns.

## Odbiór
Utwór jest formą wyrażenia uczuć religijnych, poprzez muzykę w stylistyce gospel, z elementami bluesa (charakterystycznym dla ówczesnego stylu zespołu). Piosenka zakwalifikowana została jako muzyka soul blues lub sospel blues. Znaczącą rolę w brzmieniu i odbierze utworu odegrało użycie przez gitarzystę Micka Taylora efektu gitarowego Reverb oraz nietypowo wplecione w muzykę pianino. Utwór użyty został do filmu The Departed w reżyserii Martina Scorsese, oraz dołączony do ścieżki dźwiękowej wydanej na oddzielnym albumie. Wykorzystano go również w filmie Wielkie życie.